# Лотнер, Лина фон
Лина фон Лотнер (нем. Lina von Lottner, полное имя Каролина, нем. Caroline; 1852 — 1934) — немецкая и греческая пианистка и музыкальный педагог.
Училась в Мюнхене у Ганса фон Бюлова и Карла Бермана. В 1890-е гг. преподавала в Афинской консерватории, одновременно концертировала как солистка и в составе струнного трио с Хансом Кёнигом (скрипка) и Карлом Беммером (виолончель). В 1899 г. во главе группы профессоров покинула её, чтобы основать собственную консерваторию, действовавшую до 1919 г. В консерватории создала первый в Греции смешанный хор для исполнения преимущественно немецких ораторий; в 1904—1909 гг. выпускала журнал «Аполлон» — одно из первых греческих музыкальных периодических изданий. Среди учеников Лотнер был, в частности, Димитриос Левидис.